# Edward Marszałek (leśnik)
Edward Marszałek (ur. 7 lipca 1961 w Krośnie) – polski leśnik, ratownik ochotnik GOPR, przewodnik górski, działacz społeczny, autor publikacji o tematyce górskiej i przyrodniczej.

## Życiorys[1]
Mgr prawa, dr nauk leśnych, absolwent: Technikum Leśnego w Lesku (1981), Wydziału Prawa i Administracji UMCS (1997), Podyplomowego Studium Ochrony Parków Narodowych SGGW w Warszawie (1999), studium doktoranckiego w Instytucie Badawczy Leśnictwa w Warszawie (2007), studium podyplomowego Public Relations na Uniwersytecie Jagiellońskim (2015).

## Praca
W latach 1981–1987 podleśniczy leśnictwa Sokoliki w Nadleśnictwie Stuposiany, w 1987–2003 – leśniczy w Nadleśnictwie Dukla.
Od 2003 rzecznik prasowy Regionalnej Dyrekcji Lasów Państwowych w Krośnie. W latach 2004–2018 wykładowca w Państwowej Wyższej Szkole Zawodowej w Krośnie (obecnie Karpacka Państwowa Uczelnia).

## Praca społeczna
- ratownik ochotnik w Grupie Bieszczadzkiej GOPR (obecnie w stanie pozasłużbowym),
- redaktor naczelny wydawanego przez Grupę Bieszczadzką GOPR kwartalnika „Echo Połonin” (2000–2015)[3],
- członek Polskiego Towarzystwa Leśnego,
- członek Stowarzyszenia Inżynierów i Techników Leśnictwa i Drzewnictwa,
- prezes Stowarzyszenia Kulturalnego „Dębina” w Krościenku Wyżnym, redaktor naczelny miesięcznika „Dębina”[4],
- członek Rady Programowej dwutygodnika „Las Polski” – od 2000,
- radny Gminy Krościenko Wyżne (3 kadencje),
- przewodnik beskidzki - członek Stowarzyszenia Przewodników Turystycznych „Karpaty”[5],
- członek Rady Naukowej Ośrodka Kultury Leśnej w Gołuchowie (2018–2021),
- członek Rady Naukowej Bieszczadzkiego Parku Narodowego (od 2021)[6],
- członek honorowy Speleoklubu Beskidzkiego.

## Publikacje książkowe
- Leśne opowieści z Beskidu[7], Krosno: Apla, 2002.
- Z karpackich lasów[1], Krosno: Apla, 2003.
- Skarby podkarpackich lasów[1], Krosno: Ruthenus, 2005.
- Wołanie z połonin[8], red. Marszałek E., Krosno: Ruthenus, 2006.
- Leśne ślady wiary, Krosno[9]: Ruthenus, 2008.
- Od siekiery, czyli wstęp do toporologii[10]. Krosno 2009.
- Gmina Baligród. Dziedzictwo przyrodniczo – kulturowe (tekst), Krosno: Ruthenus, 2010.
- Podkarpackie ballady o drzewach[11], Rzeszów: RS Druk, 2010.
- Niezapominajki z polskiej bajki, red. Marszałek E., wyd. 2, Krosno: Ruthenus, 2010.
- Skarby podkarpackich lasów, wyd. 2 popr. i uzupełn. Krosno: Ruthenus, 2011.
- Dzieje oświaty w Krościenku Wyżnym w latach 1417–1999. współredaktor z Beatą Lorens. Krościenko Wyżne 2011.
- Las pełen zwierza[12]. Krosno 2009.
- Ballady o drzewach[13], I wydanie Rzeszów 2004, II wydanie, Rzeszów 2007
- Ballady o drzewach[1], III wydanie zmienione i uzupełnione, Krosno 2017
- Z dziejów leśnictwa na Podkarpaciu, Krosno 2013
- Leśny survival (współautor)[14], CILP Warszawa 2017
- Opowieści karpackiego lasu[15], Rzeszów, 2015
- Żubr przywrócony górom[1] (współautor prof. Kajetan Perzanowski), Rzeszów 2008
- Powrót żubra w Karpaty (współautor prof. Kajetan Perzanowski), Krosno 2012.
- Żubry z krainy połonin[16] (współautor prof. Kajetan Perzanowski), Krosno 2018
- Świadki pontyfikatu[17], Krosno, Ruthenus, 2018.
- Lutek co miał szałas na połoninie[18], Krosno, Ruthenus 2020.
- Bieszczady. Wycieczki w dolinie górnego Sanu[19] (współautor Stanisław Orłowski), Compass, Kraków, 2019.
- Co zrobić w lesie gdy….[20], CILP, Warszawa, 2014.
- Krzewmy krzewy (współautor Marcin Scelina)[21], Warszawa 2015.
- Wołanie z połonin tom II[22] (red) Krosno 2016.
- Lasy Polski – tekst do albumu[1], Multico, Warszawa 2008.
- Czarowny las. Motywy leśne na starej pocztówce[23], Multico, Warszawa, 2018.
- Leśnymi ścieżkami świętych pańskich[24]. Warszawa CILP, 2021.
- Warto zobaczyć w Lasach Państwowych. Góry i pogórza wschodniej Polski. Warszawa 2021.
- Ludziom i górom. Teksty do albumu z okazji 60-lecia Grupy Bieszczadzkiej GOPR. Krosno 2021.
- Bieszczady. Opowieści lasu i ludzi[25]. Krosno 2022.
- Sokoliki – ludzie bieszczadzkiego lasu[26]. Krosno 2023.
- Od siekiery się wszystko zaczęło. Krosno 2023

Autor ponad 600 artykułów na łamach prasy przyrodniczo-leśnej: „Głos Lasu”, „Las Polski”, „Echa Leśne”, „Trybuna Leśnika”, „Przegląd Leśniczy”, „Poznajmy Las”, „Parki Narodowe”.

## Tomiki wierszy
- Z głową pełną lasu[27]. Krosno 2014.
- W wielkim szałasie Bieszczadów[28]. Krosno 2015.
- Dębiną, buczyną, połoniną[29]. Krosno 2019.

## Ordery i odznaczenia
- Złoty Krzyż Zasługi (2005)
- Srebrny Krzyż Zasługi (1997)
- Medal Stulecia Odzyskanej Niepodległości (2021)
- Odznaka honorowa „Zasłużony dla Kultury Polskiej” (2016)
- Odznaka honorowa „Za Zasługi dla Ochrony Środowiska i Gospodarki Wodnej” (1996)
- Odznaka honorowa „Za Zasługi dla Turystyki” (2009)
- Złota odznaka honorowa Ligi Ochrony Przyrody „Za zasługi dla ochrony przyrody” (2003)
- Odznaka Za Zasługi dla Ratownictwa Górskiego (2016)
- Złota Odznaka Honorowa GOPR (2006)
- Srebrna Odznaka Honorowa GOPR (1998)
- Medal Polskiej Niezapominajki (2014)

## Wyróżnienia i tytuły honorowe
- Człowiek Roku Podkarpacia 1997 – wyróżnienie przyznane przez wojewodę krośnieńskiego
- Leśnik Roku 2006 – tytuł nadany przez Kapitułę Przeglądu Leśniczego[30]
- statuetka „Bieszczadzki Żubr” (2012)
- laureat tytułu Mistrz Mowy Polskiej 2014[31]
- nagroda Świadek Historii (2016)[32]
- laureat „Lampy Podkarpackiej Historii” (2019)[33]
- członek honorowy Speleoklubu Beskidzkiego
- członek honorowy Związku Literatów Polskich Oddział w Rzeszowie (2021)

## Nagrody artystyczne, literackie i dziennikarskie[1]
- III nagroda w dziedzinie rzeźby w Ogólnopolskim Przeglądzie artystycznym Leśników – Woziwoda 1996,
- Podkarpacki Dziennikarz Roku 2004 w kategorii „prasa lokalna” (Przyznane przez TVP Rzeszów, Polskie Radio Rzeszów, Wyższą Szkołę Zarządzania w Rzeszowie),
- główna nagroda w Turnieju Jednego Wiersza Festiwalu na Festiwalu Sztuk Różnych „Bieszczadzkie Anioły” w 2003 roku,
- wyróżnienie w konkursie poetyckim „O Lampę Łukasiewicza” – 2003,
- Nagroda Lasów Państwowych im. Dyrektora Adama Loreta,
- Nagroda Zarządu Rzeszowskiego Oddziału Związku Literatów Polskich – 2014,
- III miejsce i nagroda publiczności w VI Ogólnopolskim Konkursie Krasomówczym Przewodników – Pszczyna 2019.

Przeglądy twórczości amatorskiej RCKP:
- 1996 – nagroda za całokształt,
- 1999 – nagroda II w kategoria rzeźba,
- 2001 – II nagroda w kategorii rzeźba.

Ogólnopolskie Przeglądy Twórczości Amatorskiej Leśników w Gołuchowie:
- 1993 – nagroda II w dziedzinie rzeźby,
- 1997 – nagroda dla najwszechstronniejszego twórcy,
- 2012 – nagroda specjalna Dyrektora OKL,
- 2015 – I nagroda w dziedzinie literatury, 2018 – I nagroda w dziedzinie literatury,
- 2021 – I nagroda w dziedzinie literatury.